# Геровац, Любица
Любица Геровац (серб. Љубица Геровац; 20 сентября 1919, Езеране — 16 апреля 1942, там же) — югославская партизанка времён Народно-освободительной войны Югославии, Народный герой Югославии.

## Биография
Родилась 20 сентября 1919 в деревне Езеране близ Оточаца в Лике. Дочь бедных сербских крестьян (отец работал строителем). Окончила начальную школу родного города и Гражданскую школу Загреба с отличием. В 1934 году вступила в ряды революционной школьной молодёжи, будучи одной из самых известных левых активисток в школе (ещё там начала распространять левую литературу). После школы поступила в экономическое училище в Загребе, где продолжила левую агитацию и призыв молодёжи в революционное движение, за что в 1937 году была арестована полицией, однако из-за недостатка доказательств была отпущена на свободу.
Любица в том же 1937 году вступила в Союз коммунистической молодёжи Югославии, за что была исключена из училища в Загребе, после чего переехала в Баня-Луку, где ещё дважды арестовывала полиция в 1939 и 1940 годах. Осенью поступила в высшую экономическо-коммерческую школу Загреба, где продолжила свою агитацию, но при этом она не теряла связи с родным краем, работая в организации «Сельская мысль». В 1940 году вступила в Коммунистическую партию Югославии и возглавила ячейку партии в школе.
После начала войны летом 1941 года Любица перебралась в Лику, где начала собирать партизан — группа партийных руководителей обходила все деревни, записывая в партизанские отряды женщин, подростков и даже детей, рассказывая им подробно о жестокой политике хорватских фашистов и немецких нацистов. Осенью 1941 года, в самом начале боевых действий Любица была избрана в Бриньский комитет Компартии и Союза коммунистической молодёжи, на заседаниях она часто призывала сербов и хорватов примириться во имя борьбы против общего врага. Отличалась не только красноречием, но и необычайной храбростью, бесстрашием и милоседрием, что повысило её популярность среди женщин и детей.
В Народно-освободительном партизанском движении Любица командовала батальоном имени Марко Орешковича. Во время боёв за родное село Езеране, которое оккупировали усташи, её отряд заперся в церкви. В ходе боя она попала в плен к усташам и была убита усташами 16 апреля 1942, а её тело было зверски изуродовано.
В память о Любице был назван партизанский батальон. Её сестра Вера прошла всю войну и вышла замуж за Якова Блажевича, также Народного героя Югославии.
Указом Иосипа Броза Тито от 27 ноября 1953 Любице Геровац было посмертно присвоено звание Народного героя Югославии.